# María Cinta Montagut
María Cinta Montagut Sancho (Madrid, 20 de diciembre de 1946) es una poetisa, traductora de italiano y francés, y crítica literaria española. Es la editora de la sección de poesía de la revista literaria internacional The Barcelona Review.

## Trayectoria
Montagut se licenció en Filosofía y Letras en la Universidad Complutense de Madrid (UCM). Reside en Barcelona, donde ha sido profesora de literatura en un Instituto de Educación Secundaria (IES). Además, es miembro de la Asociación Colegial de Escritores de Cataluña.
Es autora de once poemarios y de numerosos artículos literarios sobre la mujer en la poesía y la historia de la música. Sus poemas se han traducido al francés y se han publicado en antologías en España, Italia, Turquía, Argentina y Canadá. Además, es miembro del comité científico del Encuentro de mujeres poetas  y miembro fundador de la Asociación Mujeres y letras. Ha colaborado en la revista literaria Entrelíneas que se publica en Tel Aviv, así como en Quimera, Ficciones y Dones digital de la Asociación de mujeres periodistas, así como en el suplemento literario del Diario de Córdoba. Es la editora de la sección de poesía de la revista literaria internacional The Barcelona Review, y ejerce la crítica literaria en el diario La Opinión de Tenerife.
Desde la publicación de su primer poemario en 1979 con Cuerpo desunido, Montagut ha publicado una docena de libros de poesía y dos obras de ensayo, ambas sobre poesía escrita por mujeres: El otro petrarquismo (2012) y Tomar la palabra (2014). Además, Montagut también ha realizado la traducción de dos obras: No creas tener derechos, de varias autoras del Colectivo Librería de Mujeres de Milán (1991), y La amante celeste, de Rossanna Fiocchetto (1993).
En 2012, Montagut presentó una antología bilingüe (italiano-castellano) titulada El otro petrarquismo. Poetas italianas del Renacimiento. En ella incluía poemas de ocho poetisas italianas muy importantes del siglo XVI, tales como Victoria Colonna, Chiara Matraini, Verónica Franco, Veronica Gambara, Maddalena Campiglia, Tullia d’Aragona, Gaspara Stampa e Isabella di Morra. Vinculado con este proyecto, el 12 de febrero de 2014 participó en el programa emitido por Radio Círculo “Sueño y realidad” en el que se leyeron poemas de escritoras italianas del Renacimiento así como de la propia Montagut, con música de Anna Bofill.

## Obra
Poesía
- 1979 – Cuerpo desunido, Barcelona, colección «El Borinot Negre». ISBN 9788440038074.[18]
- 1980 – Como un lento puñal, Sevilla, Barro («Vasija»).
- 1983 – Volver del tiempo, Sevilla, Gallo de Vidrio («Torre de la Plata»).
- 1993 – Par, Barcelona, El Bardo. ISBN 9788485709953.[19]
- 1997 – Teoría del silencio, Barcelona, El Bardo.
- 2001 – El tránsito del día, Málaga, Miguel Gómez editores («Capitel»).
- 2003 – Poemas para un siglo, Córdoba, Aristas de Cobre.
- 2006 – La voluntad de los metales, Málaga, Miguel Gómez editores («Capitel»).
- 2010 – Desconcierto, Málaga, Miguel Gómez.
- 2014 – Sin tiempo, Barcerlona, in-VERSO.
- 2015 – Cenizas, Madrid, La Palma. Colección «eme».
- 2019 – Nunca viajaré a Dinamarca. Tigres de papel. ISBN 978-84-949815-0-0.[20]
- 2020 – Los viajes inciertos. Inverso Ediciones. ISBN 9788412085419.[21]
- 2024 -  Obra reunida 1977-2019 Editorial La Dragona ,Málaga 2024

Ensayo
- 2012 – El otro petrarquismo. Poetas italianas del Renacimiento, Madrid, Minobitia.
- 2014 – Tomar la palabra. Aproximación a la poesía escrita por mujeres, Barcelona, Aresta Editorial.